# Liste von Seen in Deutschland/K
| Name                     | Stadt/Landkreis                       | Land                   | Fläche in km²      |
| ------------------------ | ------------------------------------- | ---------------------- | ------------------ |
| Kaarster See             | Kaarst                                | Nordrhein-Westfalen    | 0,241              |
| Kachliner See            | Dargen                                | Mecklenburg-Vorpommern | 1                  |
| Käbelicksee              | Kratzeburg                            | Mecklenburg-Vorpommern | 2,64               |
| Kähnsdorfer See          | Seddiner See                          | Brandenburg            |                    |
| Kälberweide              | Nettetal                              | Nordrhein-Westfalen    | 0,05               |
| Kalksee                  | Rüdersdorf / Woltersdorf              | Brandenburg            | 0,84               |
| Kalksee                  | Blumenholz                            | Mecklenburg-Vorpommern |                    |
| Kaltenbachsee            | Muggensturm                           | Baden-Württemberg      |                    |
| Kannsee                  | Neuwied                               | Rheinland-Pfalz        |                    |
| Karcheezer See           | Gülzow-Prüzen                         | Mecklenburg-Vorpommern | 0,363              |
| Karinchensee             | Michendorf                            | Brandenburg            |                    |
| Karoth-See (Karrodsee)   | Creglingen                            | Baden-Württemberg      |                    |
| Karower See              | Krakow am See                         | Mecklenburg-Vorpommern |                    |
| Karpfensee               | Blankenberg                           | Mecklenburg-Vorpommern |                    |
| Karutzsee                | Erkner                                | Brandenburg            |                    |
| Kasterer See             | Bedburg                               | Nordrhein-Westfalen    |                    |
| Kastorfer See            | Knorrendorf                           | Mecklenburg-Vorpommern | 0,64               |
| Katharinensee            | Barth                                 | Mecklenburg-Vorpommern |                    |
| Kellersee                | Holsteinische Schweiz                 | Schleswig-Holstein     | 5,6                |
| Kemlower See             | Krakow am See                         | Mecklenburg-Vorpommern | 0,085              |
| Kemnader See             | Bochum, Hattingen, Witten             | Nordrhein-Westfalen    | 1,25               |
| Kersdorfer See           | Briesen                               | Brandenburg            |                    |
| Kerspetalsperre          | Halver, Kierspe, Wipperfürth          | Nordrhein-Westfalen    | 1,5                |
| Kettwiger See            | Essen                                 | Nordrhein-Westfalen    | 0,55               |
| Kiebitzsee               | Werneuchen                            | Brandenburg            | 0,7                |
| Kienzsee                 | Wustrow                               | Mecklenburg-Vorpommern |                    |
| Kiesteich Lohnde         | Lohnde                                | Niedersachsen          | 0,02               |
| Kietzer See              | Altfriedland                          | Brandenburg            | 2,06               |
| Kiever See               | Kieve                                 | Mecklenburg-Vorpommern |                    |
| Kirchheller Heidsee      | Bottrop                               | Nordrhein-Westfalen    |                    |
| Kirchhorster See         | Kirchhorst                            | Niedersachsen          | 0,04               |
| Kirchrenne               | Oelde                                 | Nordrhein-Westfalen    |                    |
| Kirchsee                 | Bad Tölz-Wolfratshausen               | Bayern                 | 0,42               |
| Kirchsee                 | Gransee                               | Brandenburg            | 0,19               |
| Kirchsee                 | Pinnow                                | Mecklenburg-Vorpommern |                    |
| Kirchsee                 | Preetz                                | Schleswig-Holstein     | 0,1                |
| Kirch Stücker See        | Klein Trebbow                         | Mecklenburg-Vorpommern | 0,37               |
| Kirnbergsee              | Unterbränd                            | Baden-Württemberg      | 0,35               |
| Klätnowsee               | Wesenberg                             | Mecklenburg-Vorpommern |                    |
| Kleestensee              | Goldberg                              | Mecklenburg-Vorpommern | 0,085              |
| Kleiner Arbersee         | Lohberg                               | Bayern                 | 0,14               |
| Klein Behnitzer See      | Nauen                                 | Brandenburg            |                    |
| Kleiner Bestener See     | Bestensee                             | Brandenburg            |                    |
| Kleiner Bodensee         | Kratzeburg                            | Mecklenburg-Vorpommern |                    |
| Kleiner Bornhorster See  | Oldenburg                             | Niedersachsen          | 0,203              |
| Kleiner Buckowsee        | Finowfurt                             | Brandenburg            |                    |
| Kleiner Bürgersee        | Neustrelitz                           | Mecklenburg-Vorpommern |                    |
| Kleiner Däbersee         | Märkische Schweiz                     | Brandenburg            |                    |
| Kleiner De-Witt See      | Nettetal                              | Nordrhein-Westfalen    | siehe: De-Witt-See |
| Kleiner Dehlensee        | Leverkusen                            | Nordrhein-Westfalen    |                    |
| Kleiner Eichhorstsee     | Roggentin                             | Mecklenburg-Vorpommern |                    |
| Kleiner Eutiner See      | Eutin                                 | Schleswig-Holstein     | 0,37               |
| Kleiner Keetzsee         | Neustrelitz                           | Mecklenburg-Vorpommern |                    |
| Kleiner Krebssee         | Usedom                                | Mecklenburg-Vorpommern |                    |
| Kleiner Klobichsee       | Märkische Schweiz                     | Brandenburg            |                    |
| Kleiner Lienewitzsee     | Michendorf                            | Brandenburg            |                    |
| Kleiner Möggelinsee      | Zossen                                | Brandenburg            |                    |
| Kleiner Müggelsee        | Berlin                                | Berlin                 | 0,16               |
| Kleiner Opfinger See     | Freiburg im Breisgau                  | Baden-Württemberg      |                    |
| Kleiner Pälitzsee        | Wustrow                               | Mecklenburg-Vorpommern | 2,01               |
| Kleiner Parsick          | Geldern                               | Nordrhein-Westfalen    |                    |
| Kleiner Plessower See    | Werder                                | Brandenburg            | 0,32               |
| Kleiner Plöner See       | Plön                                  | Schleswig-Holstein     | 2,39               |
| Kleiner Prälanksee       | Neustrelitz                           | Mecklenburg-Vorpommern |                    |
| Kleiner Säwkowsee        | Roggentin                             | Mecklenburg-Vorpommern |                    |
| Kleiner Schulzensee      | Prenzlau-Alexanderhof                 | Brandenburg            |                    |
| Kleiner Seddiner See     | Seddiner See                          | Brandenburg            |                    |
| Kleiner Stadtsee         | Eberswalde                            | Brandenburg            |                    |
| Kleiner Stienitzsee      | Rüdersdorf bei Berlin                 | Brandenburg            |                    |
| Kleiner Tornowsee        | Märkische Schweiz                     | Brandenburg            | 0,03               |
| Kleiner Trepliner See    | Treplin                               | Brandenburg            |                    |
| Kleiner Treppelsee       | Naturpark Schlaubetal                 | Brandenburg            | 0,0627             |
| Kleiner Varchentiner See | Varchentin                            | Mecklenburg-Vorpommern |                    |
| Kleiner Wendsee          | Brandenburg an der Havel              | Brandenburg            |                    |
| Kleiner Wostevitzer See  | Sagard, Rügen                         | Mecklenburg-Vorpommern |                    |
| Kleiner Wukensee         | Biesenthal-Barnim                     | Brandenburg            | 0,064              |
| Kleiner Wünsdorfer See   | Zossen                                | Brandenburg            |                    |
| Kleiner Zernsee          | Werder                                | Brandenburg            |                    |
| Kleiner Zeschsee         | Zossen                                | Brandenburg            | 0,25               |
| Kleines Sager Meer       | Ahlhorn                               | Niedersachsen          |                    |
| Kleinhesseloher See      | München                               | Bayern                 | 0,08641            |
| Kleinpritzer See         | Sternberg                             | Mecklenburg-Vorpommern | 2,42               |
| Klostersee               | Altfriedland                          | Brandenburg            | 0,55               |
| Klostersee               | Dargun                                | Mecklenburg-Vorpommern | 0,25               |
| Klostersee               | Kloster Lehnin                        | Brandenburg            | 0,38               |
| Klostersee               | Triefenstein                          | Bayern                 |                    |
| Kluger See               | Neustrelitz                           | Mecklenburg-Vorpommern | 0,11               |
| Klostersee               | Traunstein                            | Bayern                 | 0,47               |
| Klügersee                | Neustrelitz                           | Mecklenburg-Vorpommern |                    |
| Kochelsee                | Bad Tölz-Wolfratshausen               | Bayern                 | 5,95               |
| Kölpinsee                | Klink                                 | Mecklenburg-Vorpommern | 20,29              |
| Kölpinsee                | Peenemünde                            | Mecklenburg-Vorpommern | 0,35               |
| Königswaldsee            | Offenburg                             | Baden-Württemberg      |                    |
| Königssee                | Berchtesgadener Land                  | Bayern                 | 5,218              |
| Koenigssee               | Berlin                                | Berlin                 | 0,022              |
| Köppchensee              | Berlin                                | Berlin                 |                    |
| Koselower See            | Gingst, Rügen                         | Mecklenburg-Vorpommern |                    |
| Köthener See             | Beeskow                               | Brandenburg            | 1,48               |
| Köttinger See            | Erftstadt                             | Nordrhein-Westfalen    |                    |
| Kogeler See              | Kogel                                 | Mecklenburg-Vorpommern | 0,39               |
| Kolpinsee                | Kloster Lehnin                        | Brandenburg            |                    |
| Kosenowsee               | Gützkow                               | Mecklenburg-Vorpommern | 0,16               |
| Kotzower See             | Rechlin                               | Mecklenburg-Vorpommern |                    |
| Kraazer See              | Hohen Wangelin                        | Mecklenburg-Vorpommern | 0,32               |
| Kraichsee                | Kraichgau                             | Baden-Württemberg      |                    |
| Kraichsee                | Marienwerder                          | Brandenburg            |                    |
| Krakower See             | Krakow am See                         | Mecklenburg-Vorpommern | 15,07              |
| Krampnitzsee             | Potsdam                               | Brandenburg            |                    |
| Kramsee                  | Roggentin                             | Mecklenburg-Vorpommern |                    |
| Krampsee                 | Fahrland                              | Brandenburg            |                    |
| Kramssee                 | Neustrelitz                           | Mecklenburg-Vorpommern | 1,22               |
| Krebssee                 | Gülzow-Prüzen                         | Mecklenburg-Vorpommern |                    |
| Krebssee                 | Malchow                               | Mecklenburg-Vorpommern |                    |
| Krebssee                 | Mölln                                 | Schleswig-Holstein     | 0,104              |
| Krebssee                 | Unteres Dahmeland                     | Brandenburg            |                    |
| Krebssee (Langhagen)     | Neustrelitz                           | Mecklenburg-Vorpommern |                    |
| Kremmener See            | Kremmen                               | Brandenburg            |                    |
| Krensheimer See          | Krensheim                             | Baden-Württemberg      |                    |
| Kreßbachsee              | Ellwangen                             | Baden-Württemberg      | 0,071              |
| Kreutzsee                | Kratzeburg                            | Mecklenburg-Vorpommern |                    |
| Krickenbecker Seen       | Nettetal                              | Nordrhein-Westfalen    |                    |
| Krickower See            | Groß Nemerow                          | Mecklenburg-Vorpommern |                    |
| Kriensee                 | Rüdersdorf                            | Brandenburg            |                    |
| Krimnicksee              | Unteres Dahmeland                     | Brandenburg            |                    |
| Krimpelsee               | Bremen                                | Bremen                 |                    |
| Krombachtalsperre        | Mademühlen                            | Rheinland-Pfalz        | 0,95               |
| Kronenburger See         | Dahlem                                | Nordrhein-Westfalen    | 0,27               |
| Krossinsee               | Treptow-Köpenick, Königs Wusterhausen | Berlin, Brandenburg    | 1,63               |
| Krüpelsee                | Königs Wusterhausen                   | Brandenburg            |                    |
| Krüselinsee              | Feldberger Seenlandschaft             | Mecklenburg-Vorpommern | 0,63               |
| Krumme Hölle             | Frankfurt (Oder)                      | Brandenburg            |                    |
| Krumme Lake              | Berlin                                | Berlin                 |                    |
| Krumme Lanke             | Berlin                                | Berlin                 | 0,154              |
| Krummer See              | Kratzeburg                            | Mecklenburg-Vorpommern |                    |
| Krummer See              | Kargow                                | Mecklenburg-Vorpommern |                    |
| Krummer See              | Roggentin                             | Mecklenburg-Vorpommern |                    |
| Krummer See              | Zwenzow                               | Mecklenburg-Vorpommern | 0,52               |
| Krummer See              | Mehrow                                | Brandenburg            |                    |
| Krummer See              | Schenkendorf                          | Brandenburg            |                    |
| Krummer See              | Am Mellensee                          | Brandenburg            | 2,1                |
| Krummsee                 | Malente                               | Schleswig-Holstein     | 0,12               |
| Krummer Waldsee          | Wustrow                               | Mecklenburg-Vorpommern |                    |
| Kruppsee                 | Duisburg                              | Nordrhein-Westfalen    | 0,134              |
| Küchensee                | Murchin                               | Mecklenburg-Vorpommern | 0,09               |
| Küchensee                | Ratzeburg                             | Schleswig-Holstein     | 1,79               |
| Küchensee                | Storkow                               | Brandenburg            |                    |
| Kuchelmißer See          | Kuchelmiß                             | Mecklenburg-Vorpommern | 0,18               |
| Kuhgrabensee             | Bremen                                | Bremen                 | 0,18               |
| Kühlensee                | Weitendorf                            | Mecklenburg-Vorpommern |                    |
| Kuhsee                   | Augsburg                              | Bayern                 | 0,42               |
| Kulkwitzer See           | bei Leipzig                           | Sachsen                | 1,5                |
| Kummerower See           | Kummerow                              | Mecklenburg-Vorpommern | 32,55              |
| Kutzingsee               | Storkow                               | Brandenburg            | 0,323              |